# Daniil Dmitrijewitsch Cholmski

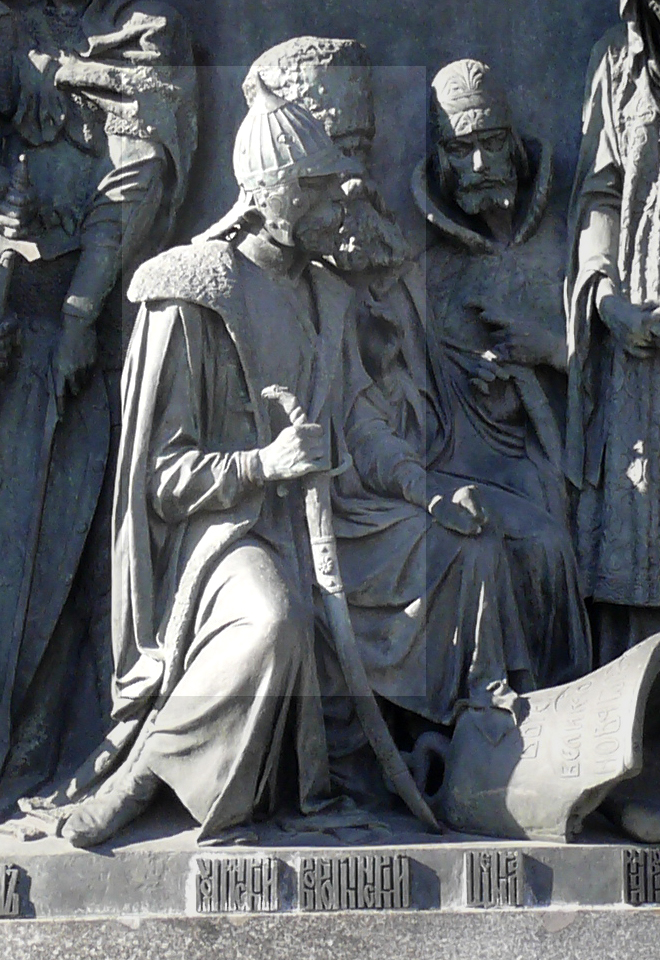
Daniil Cholmski auf dem Nationaldenkmal Tausend Jahre Russland

Daniel von Cholm (russisch Даниил Дмитриевич Холмский, wiss. Transliteration Daniil Dmitrievič Holmskij; † 1493) war ein russischer Fürst, Bojare und Feldherr aus dem Hause Cholmski. Er gehörte zu den berühmtesten Militärführern der Regierungszeit Iwans des Großen.

## Leben
Daniil Cholmski war der Sohn von Dmitri Jurjewitsch Cholmski. Das Rurikiden-Geschlecht der Cholmskis war eine Nebenlinie der Fürsten von Twer, die das Teilfürstentum Cholm regierten. Nach 1460 trat er in Dienste Iwans III., des Großfürsten von Moskau. 1468 erlangte er Berühmtheit nach dem Sieg über die Wolga-Tataren bei Murom, als er aus der belagerten Stadt einen unerwarteten Angriff durchführte. Da jedoch die Feindseligkeiten mit den Tataren weitergingen, unternahm Moskau einen Feldzug gegen Kasan. Cholmski befehligte die russische Vorhut, besiegte Khan Ibrahim und trug dazu bei, dass dieser nach seiner Kapitulation in der belagerten Stadt einen Friedensvertrag mit Moskau unterzeichnete. Der Vertrag verpflichtete den Khan, alle russischen Gefangenen der letzten Jahrzehnte freizulassen und freundschaftliche Beziehungen zu Moskau zu etablieren.
Im Jahr 1471 führte Cholmski Iwans Feldzug gegen Nowgorod an. Nach zwei Siegen gegen die Nowgoroder bei Korostyn und Staraja Russa errang er einen entscheidenden Sieg in der Schlacht an der Schelon, der die Machtverhältnisse zwischen den beiden Seiten entscheidend prägte und die baldige Vereinnahmung der Republik Nowgorod durch Moskau möglich machte.
Im Sommer 1472 stand Cholmski an der Spitze der Armee, die gegen Akhmat Khan der Großen Horde ins Feld zog. Dieser hatte die Grenzstadt Alexin geplündert, riskierte danach aber keine offene Schlacht mit Cholmski und zog sich in die Steppe zurück. Im nächsten Jahr kam Cholmski der verbündeten Republik Pskow zu Hilfe, die von den Rittern des Livländischen Ordens angegriffen wurde. Das Eingreifen von Cholmskis Heer zwang die Ritter zum Unterzeichnen eines Friedensvertrags, der sie zum Abzug aus russischen Gebieten verpflichtete und den russischen Kaufleuten freie Handelsrechte im Baltikum gewährte. Die Chronisten nannten den Vertrag später Daniels Frieden. Für diese Leistung erhob Iwan III. Cholmski in den Rang eines Bojaren.
Bald darauf musste sich Cholmski jedoch gegen Anschuldigungen der Hofrivalen wehren, dass er einen Hochverrat plane. Lediglich die Unterstützung der Geistlichkeit sowie eine Bürgschaft in Höhe von 2000 Rubel, die acht angesehene Moskauer Adlige für ihn hinterlegten, half, das Vertrauen des Großfürsten zurückzugewinnen.
Während des zweiten Feldzugs gegen Nowgorod im Herbst 1477 führte Daniil Cholmski den Hauptteil des Moskauer Heeres über das Eis des Ilmensees und schaffte es, Nowgorod binnen einer Nacht einzukesseln. Die Stadt musste sich daraufhin Iwan III. ergeben.
Im Spätherbst 1480 nahm Cholmski am berühmten Stehen an der Ugra teil, wo er als einer der Befehlshaber auf russischer Seite den Ausbau der Verteidigungsstellungen organisierte. Er hatte damit einen wichtigen persönlichen Anteil am endgültigen Abschütteln des Tatarenjochs über Russland.
1487 führte er ein weiteres Mal ein Moskauer Heer gegen Kasan und nahm die belagerte Stadt am 9. Juli ein. Das Ergebnis war die Entthronung des feindseligen Khans und die Inthronisierung des Moskau-freundlichen Mohammed Emin.
1492 nahm er am Krieg mit dem Großfürstentum Litauen teil und half kleinen russischen Fürstentümern der oberen Oka, die Unabhängigkeit von Litauen zu behaupten. Im Jahr darauf starb Daniil Cholmski.
Sein Sohn Wassili Danilowitsch Cholmski († 1524) war ebenfalls ein erfolgreicher Feldherr.